# جامعة ويسكونسن-ستيفنز بوينت

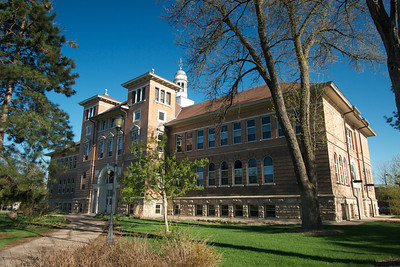
المبنى القديم الرئيسي هو مبنى الإدارة الحالي

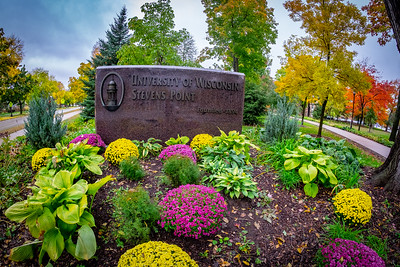
واجهة الدخول للجامعة

جامعة ويسكونسن - ستيفنز بوينت [[إنج|University of Wisconsin-Stevens Point]] هي جامعة عامة في ستيفنز بوينت، ويسكونسن، الولايات المتحدة. هي جزء من نظام جامعة ويسكونسن. تمنح درجة الزمالة والبكالوريا والماجستير، بالإضافة إلى درجة الدكتوراه في علم السمع والاستدامة التعليمية. اعتبارًا من عام 2018 دمج فرع الجامعة في واساو مع فرعها في مارشفيلد.

## الحرم الجامعي

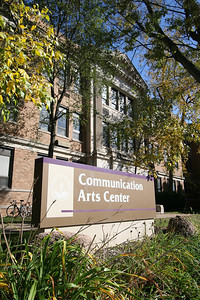
مبنى فنون الاتصالات ، المقر الرئيسي لمسابقة التوافه WWSP-FM

### أكاديميات
تقدم جامعة ويسكونسن - ستيفنز بوينت أكثر من 120 برنامجًا جامعيًا في 48 تخصصًا و 78 تخصصًا ثانويا. تقع هذه البرامج في أربع كليات:
- كلية الفنون الجميلة والاتصالات، والتي تشمل الفنون البصرية والأداء؛
- كلية الآداب والعلوم، والتي تشمل تخصصات العلوم الطبيعية والاجتماعية والرياضيات والحوسبة والعلوم الإنسانية ؛
- كلية الموارد الطبيعية، مع تخصصات مثل الغابات والبيئة الحياة البرية ؛
- كلية الدراسات المهنية، والتي تضم الأعمال والاقتصاد، والمجالات ذات الصلة بالصحة ومدرسة التعليم المبنى الجديد لكلية الكيمياء الحيوية

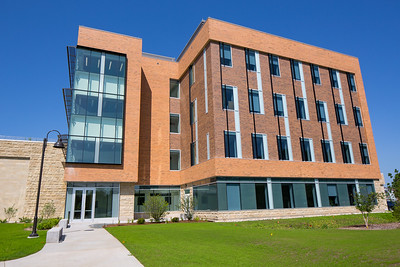
المبنى الجديد لكلية الكيمياء الحيوية

### السمعة والتصنيفات
في عام 2018 صنفتها مجلة يو إس نيوز أند وورلد ريبورت من بين أفضل 12 جامعة إقليمية في الغرب الأوسط. أدرجت رابطة النهوض بمدارس الأعمال الجامعية في المرتبة 37 من أفضل 100 جامعة في منطقة الغرب الأوسط.
الجامعة هي الأولى في نظام جامعة ويسكونسن التي تقدم السماد في كل مبنى أكاديمي وتستخدم الكهرباء المتجددة بنسبة 100٪. حصلت على جائزة التعليم العالي المتميزة من المجلس الوطني لإعادة التدوير، وهو تصنيف النجوم الذهبية (نظام تتبع وتقييم وتقييم الاستدامة) من جمعية النهوض بالاستدامة في التعليم العالي، وجائزة الاستدامة الفضية من الرابطة الوطنية للكلية وخدمات الغذاء الجامعي، وجائزة الشريط الأخضر لعام 2017. اختيرت كأفضل مؤسسة لشجرة الحرم الجامعي في الولايات المتحدة الأمريكية من قبل مؤسسة أربور داي لثماني سنوات متتالية، وهي مدرجة في برنامج ّا قري أونور رول في برينستون ريفيو. وهي ضمن قائمة أفضل 30 كلية وجامعة في وكالة حماية البيئة لأكبر مستخدمي الطاقة الخضراء من خلال شراكة الطاقة الخضراء.
اختيرت جامعة ويسكونسن فرع ستيفينز بوينت مدرسة ودية عسكرية لمدة تسع سنوات متتالية من قبل فيكتوريا ميديا، ناشر ستيم، جوبز اس ام اند مليتيري. كما اختيرت أيضًا كمدرسة عليا في 2018م في دليل التعليم المتقدم والانتقال العسكري للكليات والجامعات.
حازت الجامعة أيضا على جائزة احتفال التميز لعام 2016م لبرنامج ناضج من جمعية التعليم المهني المستمر بالجامعة.

## أعضاء هيئة التدريس البارزون
- ديك بينيت (قسم الألعاب الرياضية، 1976-1985) - مدرب كرة سلة رئيسي؛ درب لاحقا في جامعة ويسكونسن وجامعة ولاية واشنطن
- بيرد كاليكوت (قسم الفلسفة، 1965-1994) - أستاذ أبحاث متميز في جامعة شمال تكساس؛ المؤسس المشارك لفلسفة البيئة الأكاديمية والأخلاق
- لوي كرو - أستاذ اللغة الإنجليزية بجامعة روتجرز
- جورج كورنيل - مدرب كرة سلة ومضمار وكرة قدم
- أصبح لي شيرمان دريفوس (المستشار 1967-1978) الحاكم الأربعين لولاية ويسكونسن
- إدي كوتال - رئيس كرة القدم وكرة السلة والمضمار والميدان ومدرب الملاكمة؛ لاعب كرة القدم السابق
- مايكل ب. نيلسون (قسم الفلسفة 1992-2004) - أستاذ الفلسفة والأخلاقيات البيئية بجامعة ولاية أوريغون؛ مؤسس مشارك ومدير مجموعة أخلاقيات الحفظ
- بنيامين بيرسي - كاتب القصص القصيرة والمقالات والكوميديا والسينما
- باتريك روثفوس - كاتب الخيال الملحمي؛ تصدرت بعض كتبه ودخلت قائمة أفضل بائعين لصحيفة نيويورك تايمز

## روابط خارجية
- الموقع الرسمي
- موقع الجامعة للألعاب الرياضية